# St. Margareta (Baumburg)

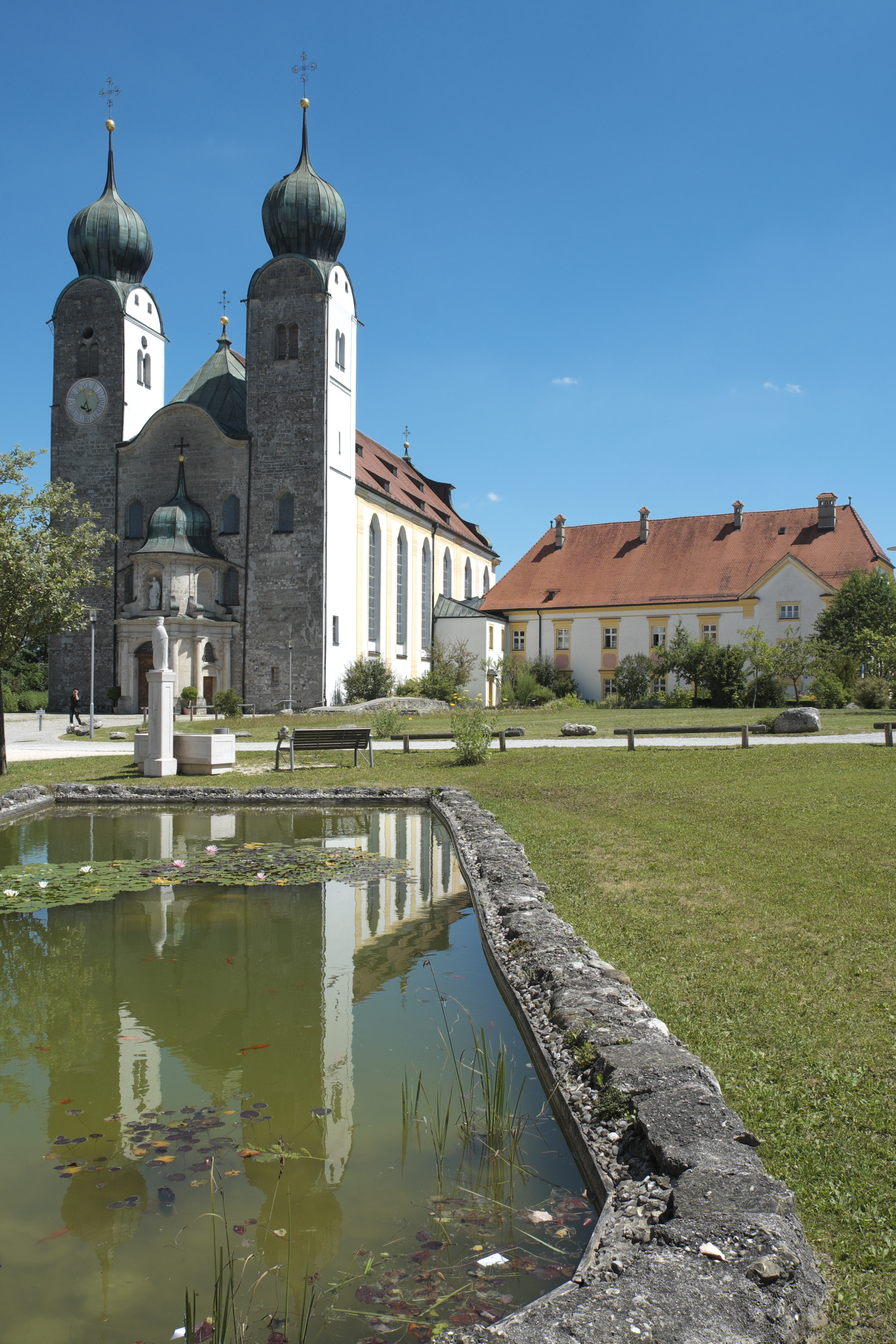
Ehemalige Klosterkirche St. Margareta

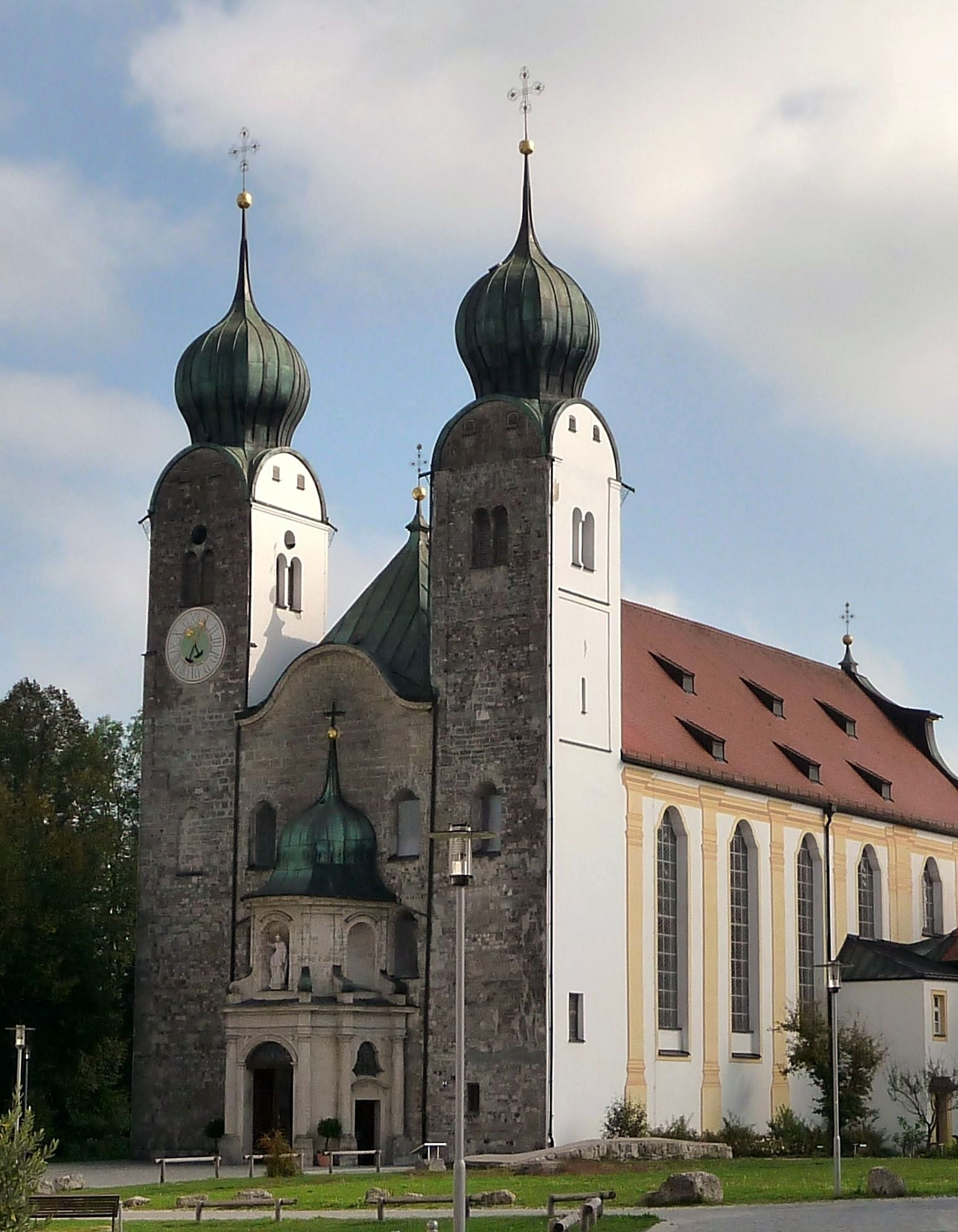
Westfassade

Die katholische Pfarrkirche St. Margareta wurde ursprünglich im 12. Jahrhundert als Klosterkirche des Augustiner-Chorherrenstifts in Baumburg, einem Ortsteil der Gemeinde Altenmarkt an der Alz im oberbayerischen Landkreis Traunstein, errichtet. Die romanische Basilika war damals einer der größten Kirchenbauten der Region. Auf ihren Grundmauern entstand in der Mitte des 18. Jahrhunderts die heutige, der heiligen Margareta von Antiochia geweihte barocke Wandpfeilerkirche. Die Kirche gehört zu den geschützten Baudenkmälern in Bayern.

## Geschichte
Bereits für das erste, von Graf Sighard IV. und seiner Gemahlin Judith in Baumburg gegründete Kloster ist eine Kirche belegt, die im Jahr 1023 durch den Salzburger Erzbischof Hartwig geweiht wurde. Im frühen 12. Jahrhundert wurde an der Stelle dieses nur kurzzeitig bestehenden Klosters auf Veranlassung der Gräfin Adelheid von Sulzbach ein Augustiner-Chorherrenstift eingerichtet, für das zunächst eine kleinere, im Jahr 1129 dem heiligen Nikolaus geweihte Kirche errichtet wurde. Wenige Jahre später erfolgte der Bau einer neuen Kirche, einer romanischen Basilika mit beträchtlichen Ausmaßen, in der im Jahr 1140 eine Altarweihe stattfand und die 1156 durch den Erzbischof von Salzburg Eberhard I. geweiht wurde. Die Kirche hatte eine Länge von 45 Metern und eine Breite von 20 Metern, sie besaß drei Apsiden im Osten und eine Doppelturmfassade im Westen.
Anlässlich des 600-jährigen Weihejubiläums der Kirche im Jahr 1756 ließ Probst Joachim Vischer durch den Trostberger Baumeister Franz Alois Mayr auf den Grundmauern dieser Kirche, von der nur die Türme mit ihren im 17. Jahrhundert aufgesetzten Zwiebelhauben und die unteren Teile der Umfassungsmauer erhalten blieben, einen barocken Neubau errichten. Gleichzeitig erhielt die Kirche ihre heute noch vorhandene Ausstattung im Stil des Rokoko. Für den Stuckdekor wurden der Wessobrunner Bernhard Rauch und nach dessen Tod Hans Georg Funk, ein Mitarbeiter von Johann Baptist Zimmermann, beauftragt. Die Fresken schuf Felix Anton Scheffler.
Nach der Aufhebung des Chorherrenstifts im Jahr 1803 in der Folge der Säkularisation wurde die Kirche als Pfarrkirche genutzt und blieb dadurch vom Abbruch verschont.

## Architektur

### Außenbau
Die beiden Türme an der unverputzten Westfassade sind im Glockengeschoss von gekuppelten Klangarkaden durchbrochen. An die Fassade ist ein zweistöckiger, tempiettoartiger Vorbau mit halbrundem Grundriss angefügt, in dessen Erdgeschoss sich drei Portale öffnen. In das etwas zurückversetzte, mit einem Kuppeldach bekrönte Obergeschoss sind drei Figurennischen eingeschnitten, in der mittleren Nische ist eine Figur der heiligen Margareta, der Kirchenpatronin, eingestellt. Die Längsseiten der Kirche werden von flachen, gelb gestrichenen Pilastern und hohen, oben abgerundeten Fenstern gegliedert. Die Ostfassade unterteilen rötlich marmorierte, mit zwei Vasen bekrönte Pilaster, zwischen denen gelb umrahmte, rechteckige Fensteröffnungen eingeschnitten sind. Die Fassade wird durch einen geschweiften Volutengiebel mit großer Uhr und Dreifaltigkeitsfresko nach oben abgeschlossen.

### Innenraum

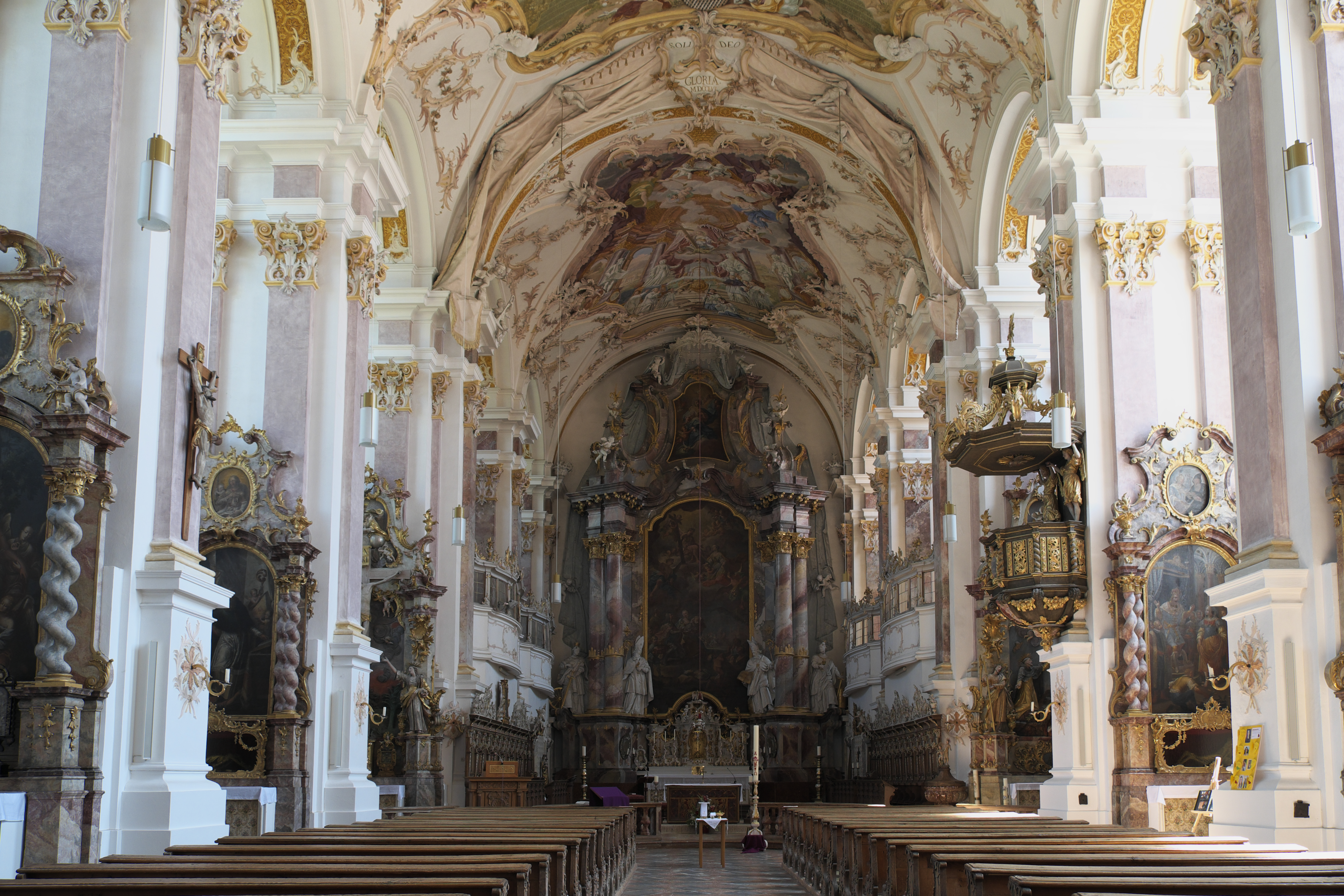
Innenraum

Das von einer Stichkappentonne gedeckte Langhaus ist in vier Joche gegliedert. Den Wandpfeilern sind an drei Seiten auf hohen Sockeln stehende, flache mit Kompositkapitellen verzierte Pilaster vorgesetzt, über denen ein leicht verkröpftes Gebälk verläuft. Die Kapellen zwischen den Säulen sind mit Quertonnen überwölbt. Der nur leicht eingezogene, zweijochige Chor ist gerade geschlossen. Der Chorbogen ist mit einem stuckierten Vorhang verziert. An den Chorseitenwänden sind jeweils zwei Oratorien eingebaut. Den westlichen Abschluss des Langhauses bildet eine auf zwei Säulen aufliegende Doppelempore mit geschweiften Brüstungen und dem 1670 ausgeführten Orgelprospekt.

## Deckenfresken
Das Deckenfresko im Langhaus wurde 1756/57 von Felix Anton Scheffler ausgeführt. Es stellt die Aufnahme des heiligen Augustinus, eines der vier lateinischen Kirchenlehrer, in den Himmel dar. Seitlich sind Szenen aus dem Leben des Heiligen zu sehen.
Im Zentrum des Chorfreskos ist die heilige Margareta mit ihren Attributen, dem Kreuz, der Märtyrerpalme und dem Drachen zu ihren Füßen, dargestellt. Darunter ist die Klosterstifterin Adelheid mit ihren drei Ehemännern, Markwart von Marquartstein, Ulrich von Passau und Berengar I. von Sulzbach, zu sehen. Die Darstellungen in den seitlichen Durchblicken erinnern an Adelheids und Berengars Klostergründungen in Berchtesgaden und Baumburg.

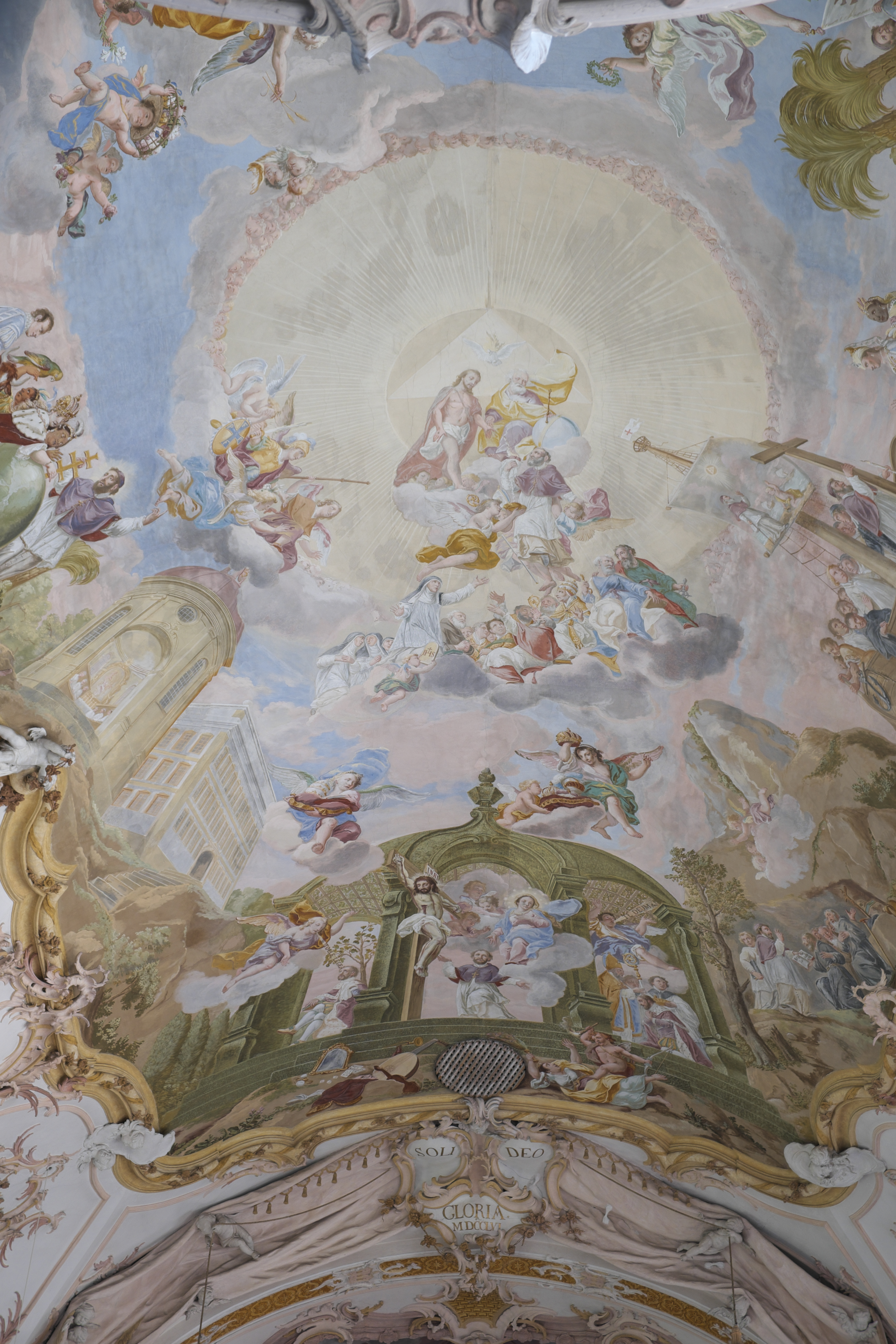
Langhausfresko
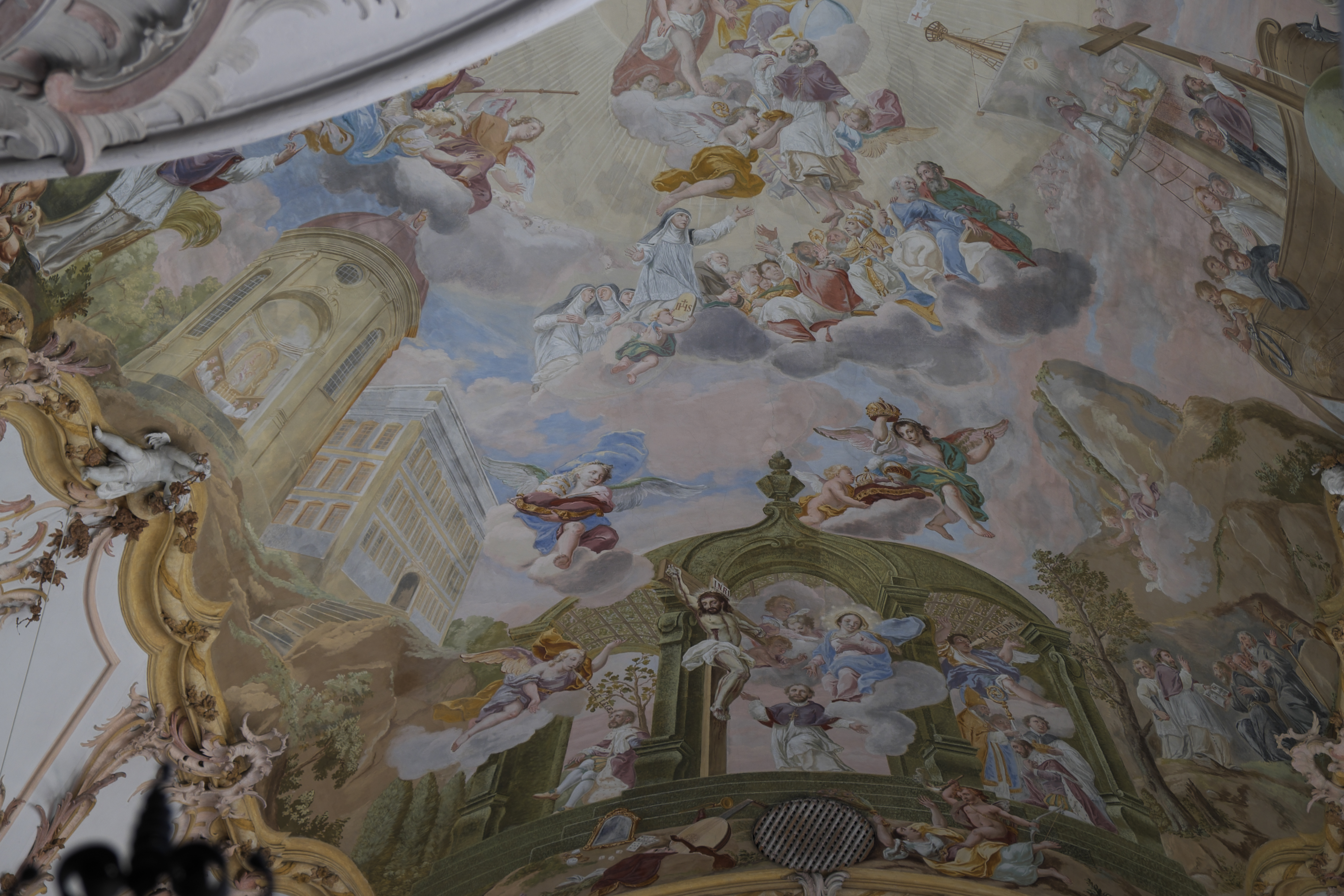
Langhausfresko (Ausschnitt)
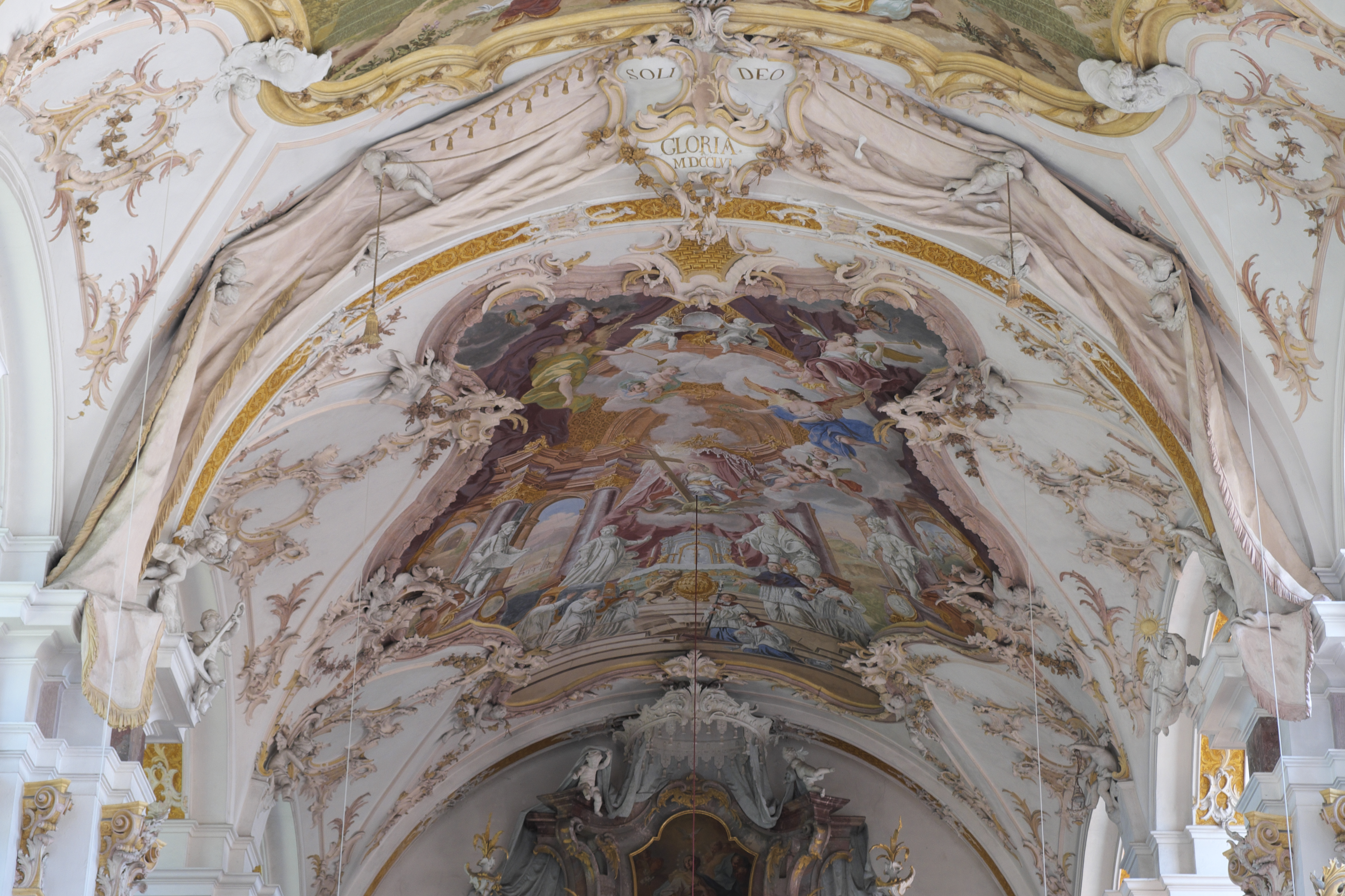
Chorfresko

## Ausstattung

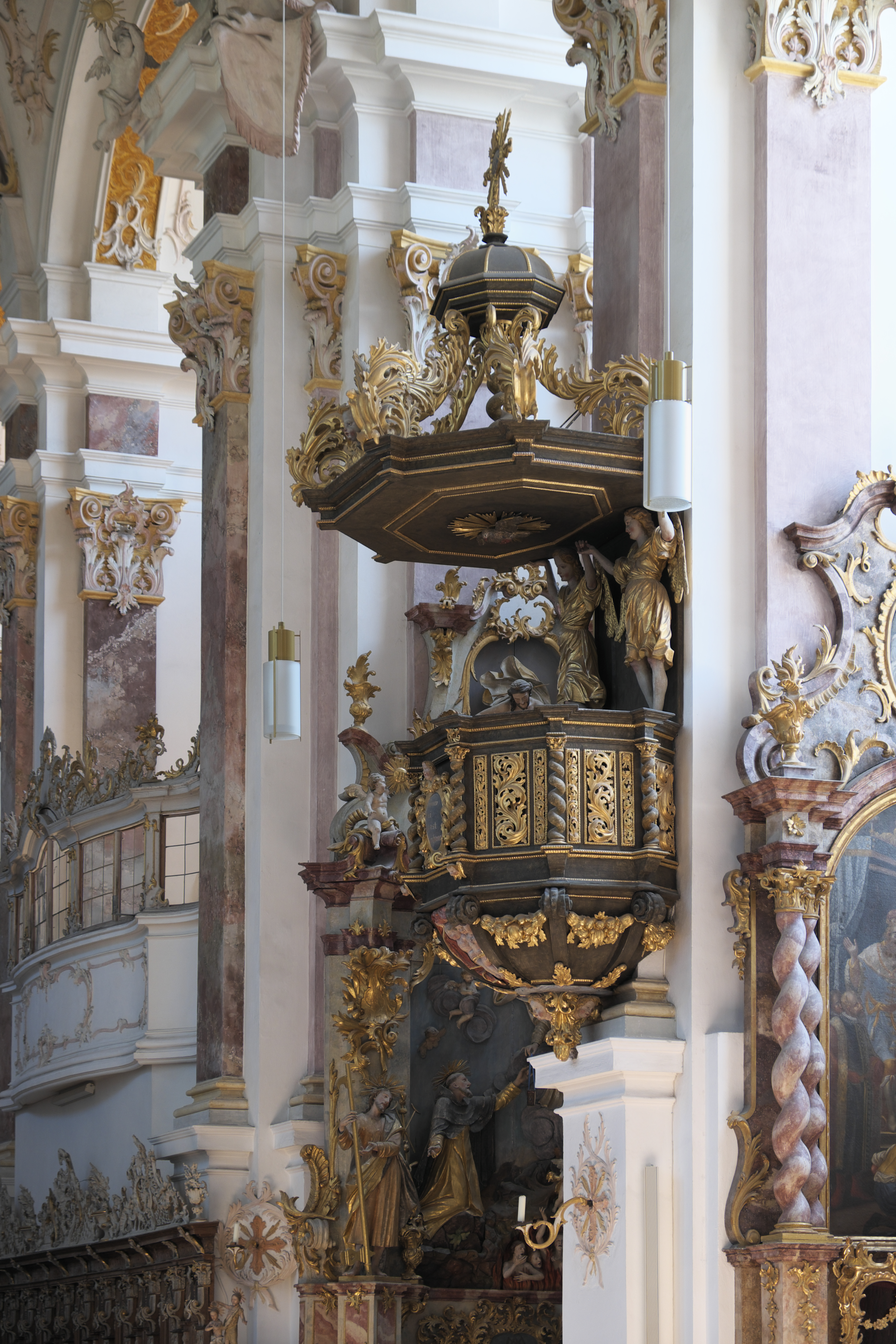
Kanzel

- Der Hochaltar nimmt fast die gesamte Stirnwand des Chors ein. Er wird auf beiden Seiten von zwei Stuckmarmorsäulen gerahmt. Am Altar stehen vier überlebensgroße Figuren aus weißem Stuckmarmor, links der heilige Augustinus und die heilige Katharina, rechts der heilige Rupert und die heilige Barbara. Das Altarbild stellt im oberen Teil die heilige Margareta dar, die von Jesus in den Himmel aufgenommen wird, und im Hintergrund ihr Martyrium. Im unteren Teil sind der französische König Ludwig XIV. und seine Gemahlin Maria Teresa zu sehen, die den ersehnten Thronfolger der heiligen Margareta präsentieren. Das Gemälde wurde vom bayerischen Kurfürsten Maximilian III. Joseph und seiner Gemahlin Maria Anna von Sachsen, die ebenfalls auf Nachkommenschaft hofften, gestiftet und 1757 von dem Augsburger Maler Joseph Hartmann ausgeführt. Auf dem Auszugsbild ist die Himmelfahrt Mariens dargestellt.
- Das holzgeschnitzte, mit Intarsien verzierte Chorgestühl im Stil der Renaissance stammt von 1602 und wurde aus der Vorgängerkirche übernommen. Es wurde um 1760 durch Ornamente im Stil des Rokoko ergänzt.

## Orgel

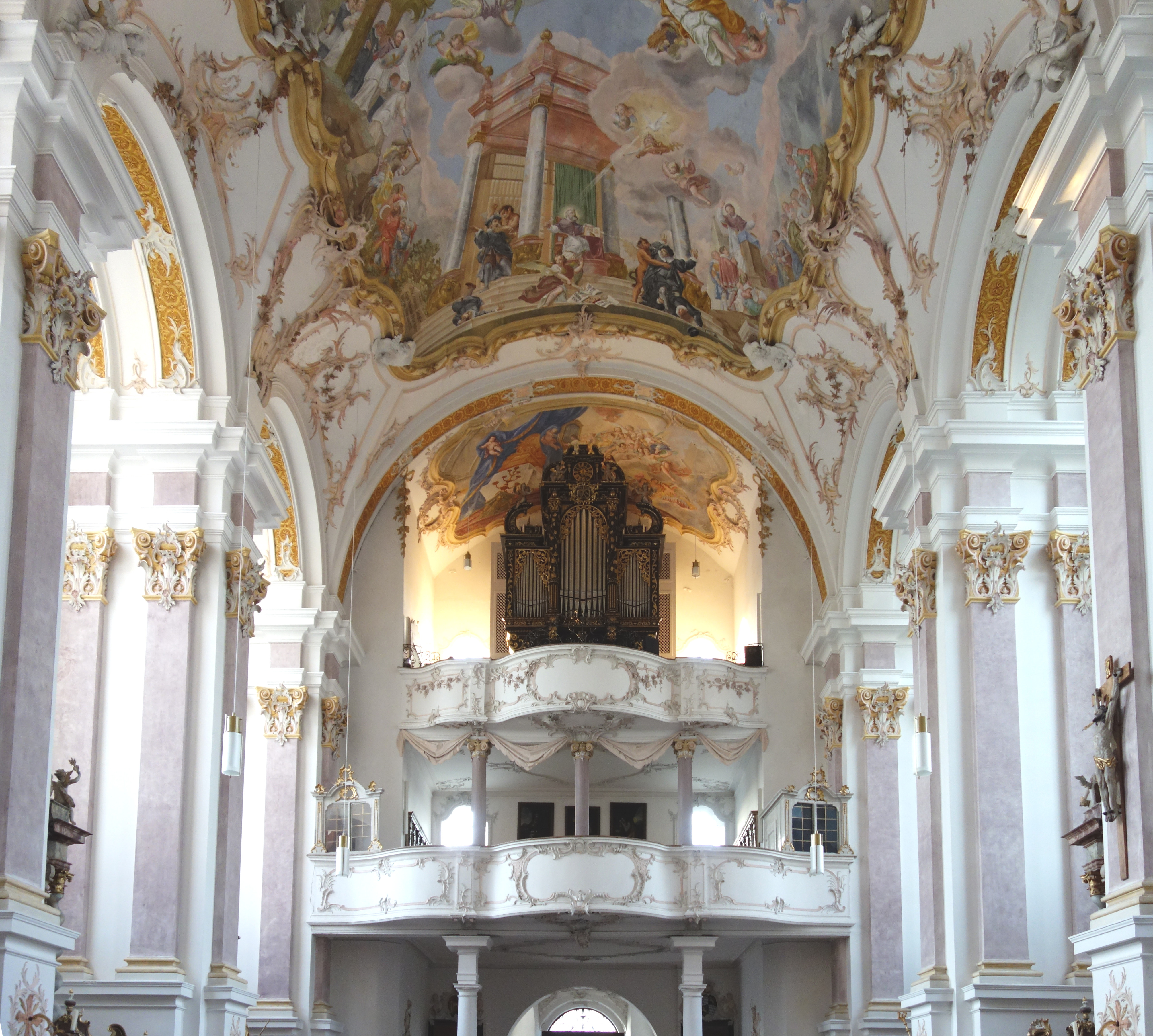
Orgelempore

Die Orgel wurde 1997 von Rieger Orgelbau gebaut. Sie hat 34 Register auf drei Manualen und Pedal. Die Disposition lautet:
| I Hauptwerk C–g3 |       |
| Bourdon          | 16′   |
| Principal        | 8′    |
| Rohrgedackt      | 8′    |
| Octave           | 4′    |
| Nachthorn        | 4′    |
| Flachflöte       | 2′    |
| Mixtur IV        | 1 ⁄3′ |
| Trompete         | 8′    |

| II Positiv C–g3      |              |
| Quintade             | 8′           |
| Holzgedackt          | 8′           |
| Rohrflöte            | 4′           |
| Sesquialtera         | 2 ⁄3′+1 3⁄5′ |
| Principal            | 2′           |
| Larigot              | 1 ⁄3′        |
| Cromorne             | 8′           |
| Tremulant (für I+II) |              |

| III Schwellwerk C–g3 |        |
| Hohlflöte            | 8′     |
| Gambe                | 8′     |
| Voix céleste         | 8′     |
| Prestant             | 4′     |
| Flûte octaviante     | 4′     |
| Nazard               | 2 ⁄3′  |
| Schwiegel            | 2′     |
| Terz                 | 1 3⁄5′ |
| Plein Jeu V          | 2′     |
| Trompete harm.       | 8′     |
| Oboe                 | 8′     |
| Clairon              | 4′     |
| Tremulant            |        |

| Pedal C–f1 |     |
| Violonbaß  | 16′ |
| Subbaß     | 16′ |
| Principal  | 8′  |
| Gedackt    | 8′  |
| Choralbaß  | 4′  |
| Bombarde   | 16′ |
| Posaune    | 8′  |

- Koppeln: II/I, III/I, III/II, I/P, II/P, III/P
- Spielhilfen: 256 Kombinationen (8 General auf 32 Ebenen), Sequenzer vorwärts/rückwärts, Register ab
- Bemerkungen: Mechanische Spieltraktur, elektrische Registertraktur

## Geläut
Die Kirche verfügt über vier Glocken, die im Glockenstuhl des Nordturms untergebracht sind.  Sie bilden die Melodielinie eines Idealquartetts. Die Glocken im Einzelnen:
| Nr. | Material | Gussjahr | Gießer                         | Durchmesser [mm] | Gewicht [kg] | Schlagton (HT-1/16) |
| --- | -------- | -------- | ------------------------------ | ---------------- | ------------ | ------------------- |
| 1.  | Euphon   | 1953     | Karl Czudnochowsky, Erding     | 1.400            | 1.340        | d1-4                |
| 2.  | Bronze   | 1522     | Christof Schuspeck, Burghausen | 1.280            | 1452         | f1-2                |
| 3.  | Euphon   | 1953     | Karl Czudnochowsky, Erding     | 990              | 464          | g1-2                |
| 4.  | Euphon   | 1953     | Karl Czudnochowsky, Erding     | 840              | 282          | b1-2                |

## Grabmale und Epitaphien
In der Kirche sind über 30 Grabmale und Epitaphien erhalten.
- Die älteste Grabplatte ist ein Inschriftenstein aus Rotmarmor. Die oberen fünf Zeilen enthalten eine Inschrift in Rotunda, die dem Propst Gottschalk gewidmet ist und die aus der Mitte des 12. Jahrhunderts stammt. Die mittlere Inschrift in gotischer Fraktur wurde 1444 eingemeißelt, die untere Inschrift wurde 1756 hinzugefügt.
- Um 1430/40 entstand das Hochgrab für die Klosterstifterin, Adelheid von Sulzbach. Auf der Grabplatte ist sie mit einem Kirchenmodell in Händen dargestellt ist.

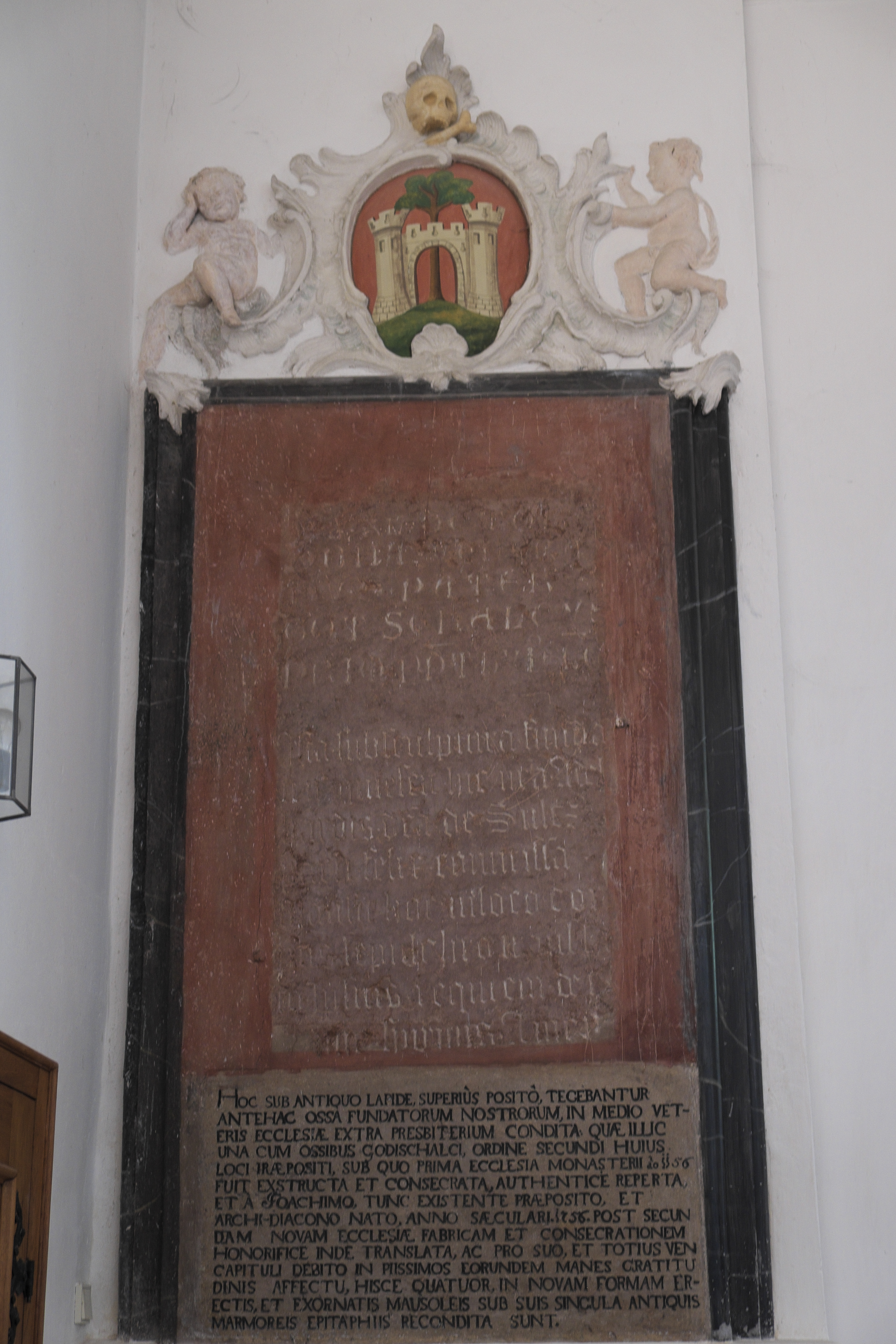
Inschriftenstein
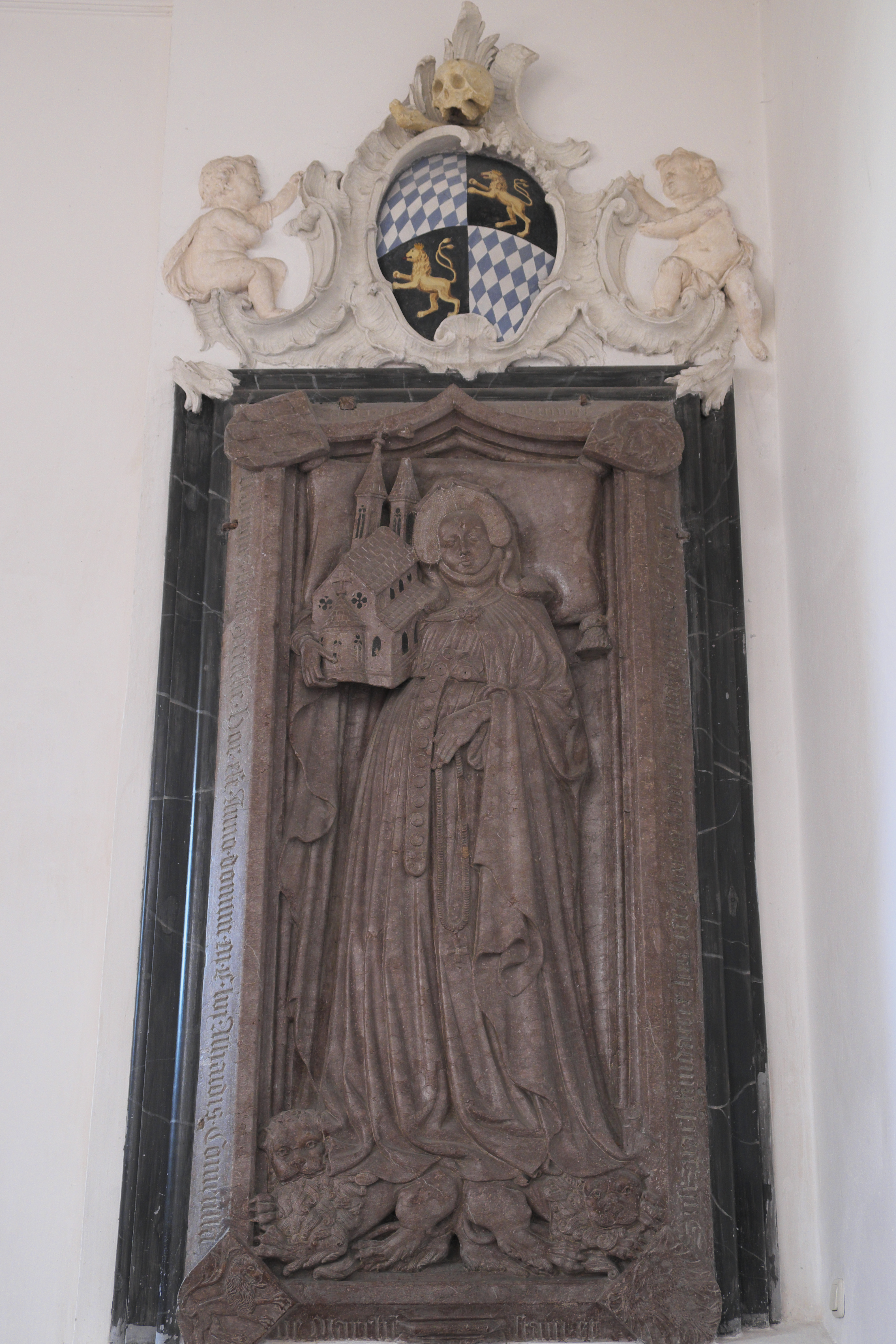
Grabplatte für Adelheid von Sulzbach